# Ciklopropenilidén
A ciklopropenilidén egy háromtagú feszített gyűrűs aromás karbén. Magányos, lokalizált elektronpárral írják le. Aromás jellege miatt felfedezői nem tudták egyik, a felfedezése előtt ismert karbéncsaládba se sorolni. Ismert 1,2-bisz(diizopropil)amino-származéka, valamint annak szililén és germilén analógja is. Ismert C2v szimmetriájú izomerje is a csillagközi térben, de az egy nagyságrenddel kevésbé gyakran fordul elő.

## Története
A ciklopropenilidén csillagközi térben való felfedezését 1985-ben igazolták, azonban már 4 évvel korábban is észleltek a csillagközi térben különös spektroszkópiai vonalakat a rádiótartományban. Az első szubsztituált ciklopropenilidén földi körülmények közti előállítása először 2006-ban történt meg, előtte azonban már ismertek voltak átmenetifémekkel alkotott komplexei, amivel a ciklopropenilidén ellentmondott a korábbi tapasztalatoknak. A bisz(diizopropil-amino)ciklopropenilidén egy stabil szilárd vegyület, 108 °C (381,15 K) körüli olvadásponttal és sárga színnel. Ez utóbbit 1997-ig instabilnak gondolták, és csak 2006-ban állították elő. Mivel a σ-rendszerben elektrofil funkciós csoportok árnyékolhatják a karbéncentrum elektrofilitását, ezért dimerizáció, izomerizáció, inzertáció sem lép fel bizonyos származékaiban, ezért kinetikailag stabil.
Ismertek királis ciklopropenilidének is, mint például a bisz[bisz(R-1-feniletil)amino]ciklopropenilidén. Ezt 2007-ben szintetizálták.
Gyakori a csillagközi térben, ahol általában protonokkal, protonált anyagokkal reagál, ciklopropenilium-kation képződése közben. Egy 2020-as tanulmány szerint az egyenlőtlen fényeloszlás miatt egyes presztelláris magok egyik felén több lehet, mint a másikon.
2020. október 15-én kis mennyiségben észlelték a Titan légkörében.

## Fizikai tulajdonságai
A vegyület normálállapota a szingulett, amelyben az atomok spinjeinek eredője 0.
A ciklopropenilidén csillagközi térben való észlelése a molekuláris átmenetek forgási spektroszkópián alapuló megfigyelésén alapul. Mivel a ciklopropenilidén aszimmetrikus, ezért a forgási energiaszintjei különböznek, és a spektruma összetett. A ciklopropenilidénnek spinizomerjei is vannak, akárcsak a hidrogénnek. Ezen orto és para formák aránya 3:1, és különböző molekuláknak tekinthetők. Bár az orto és para formák kémiailag azonosnak tűnnek, más energiaszinten vannak, ezért különböző spektroszkópiai átmeneteik vannak.
A ciklopropenilidén csillagközi térben való megfigyelésekor csak kevés átmenet látható. Általában csak kevés vonal használható a csillagászati észlelésekhez, ugyanis sok vonal a Föld légköre miatt nem észlelhető. Az észlelhető vonalai kizárólag a rádiótartományban vannak. A ciklopropenilidén átmeneteinek leggyakoribb észlelt vonalai az 110–101 átmenetéi 18 343 MHz-nél és a 212–101 átmenetéi 85 338 MHz-nél.

## Kémiája
A következő reakcióval jön létre:
C3H+3 + e− → C3H2 + H
1984-ben előállították a ciklopropenilidént egy kvadriciklánszármazék pirolízisével.
Karbén mivolta miatt nagyon reaktív. A csillagközi térben gyakran protonokkal, protonált anyagokkal reagál, a reakció:
C3H2 + H+ → C3H+3.
C3H2 + HX+ → C3H+3 + X.
Ez a ciklopropeniliumiont állítja elő, ami épp a ciklopropenilidén prekurzora, tehát a ciklopropenilidén a kémiai reakciókat tekintve lényegében zsákutca. Azonban a PDR-ekben (fotodisszociációs régiókban) a C+ ionnal történő reakciója jelentősebb, ami nagyobb szerves vegyületek létrejöttét is elősegíti. A sebességi állandók és a koncentrációk eltérése miatt a legfontosabb anyagok, amik a ciklopropenilidénnel reagálnak, a HCO+, az H3O+ és a H+3.
Reagál hidrogénnel is, de a reakciónak alacsony hőmérséklet mellett héliumtartalmú környezetben kell végbemennie:
C3H2 + H2 → C3H4

## Fordítás
Ez a szócikk részben vagy egészben  a   Cyclopropenylidene című angol Wikipédia-szócikk fordításán alapul.  Az eredeti cikk szerkesztőit annak laptörténete sorolja fel. Ez a jelzés csupán a megfogalmazás eredetét és a szerzői jogokat jelzi, nem szolgál a cikkben szereplő információk forrásmegjelöléseként.